# Наска (культура)

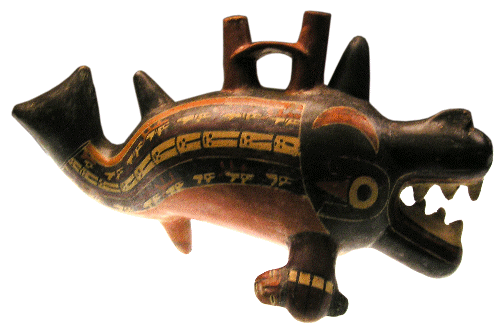
Керамическая фигурка в виде рыбы.

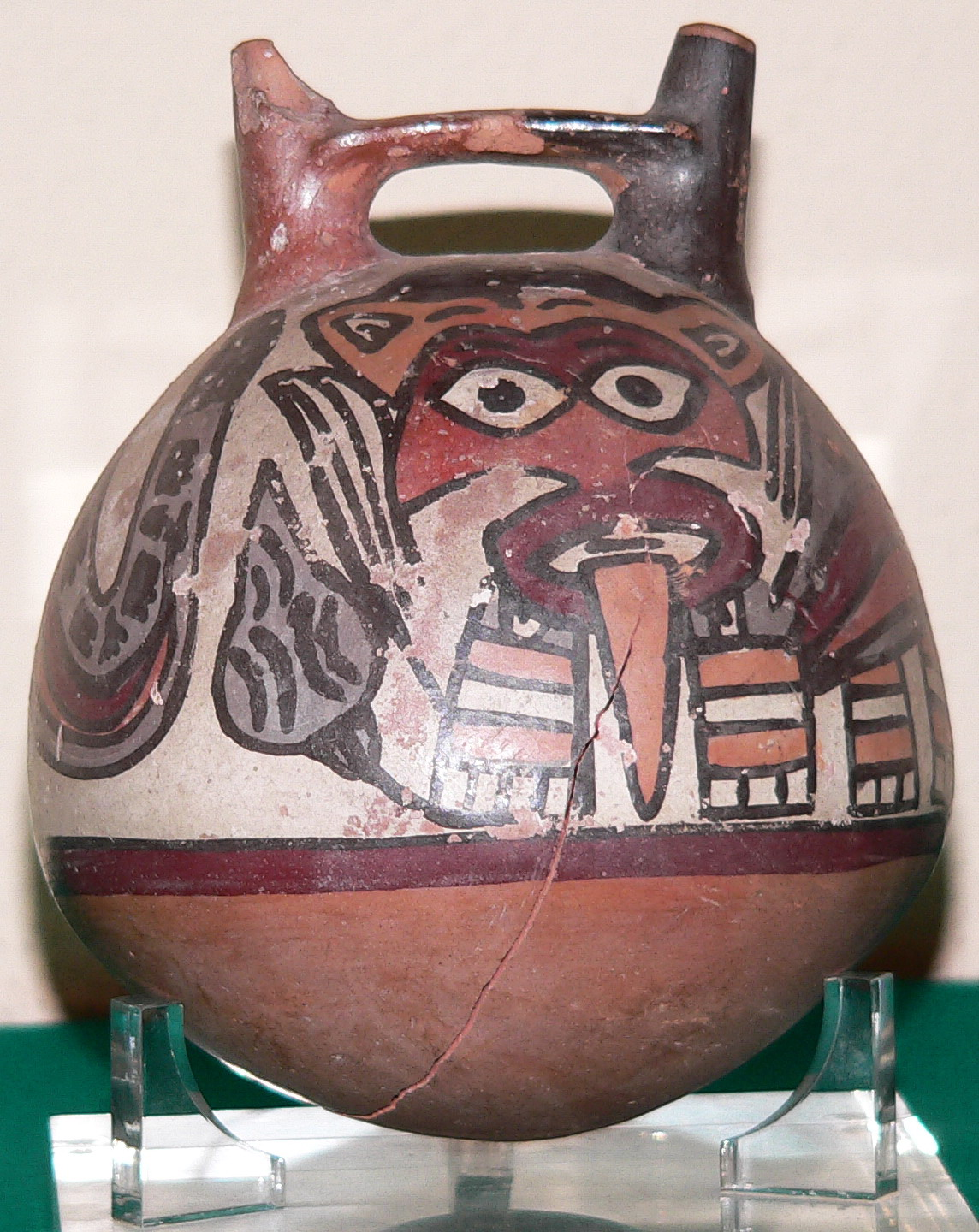
Керамика

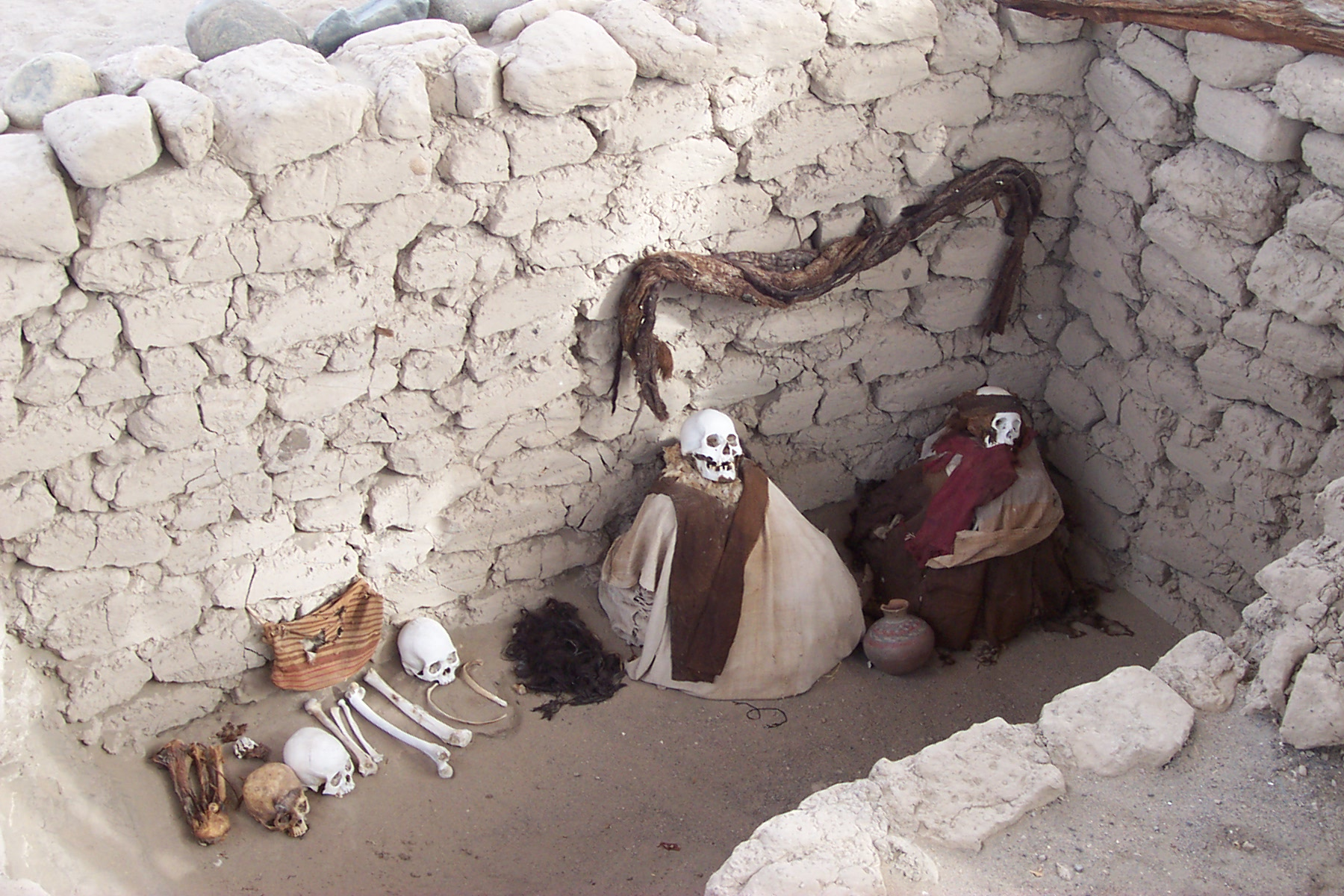
Могилы культуры Наска.

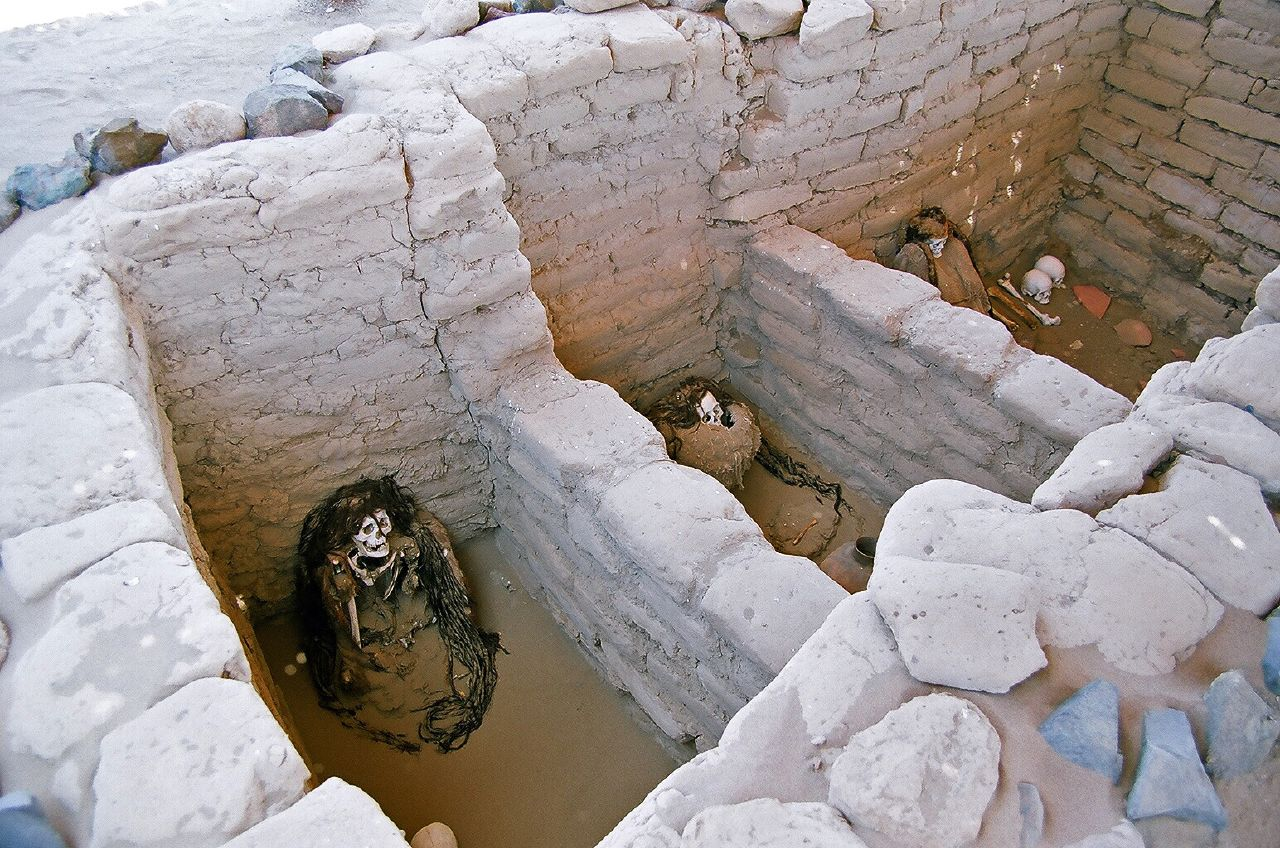
Мумии культуры Наска.

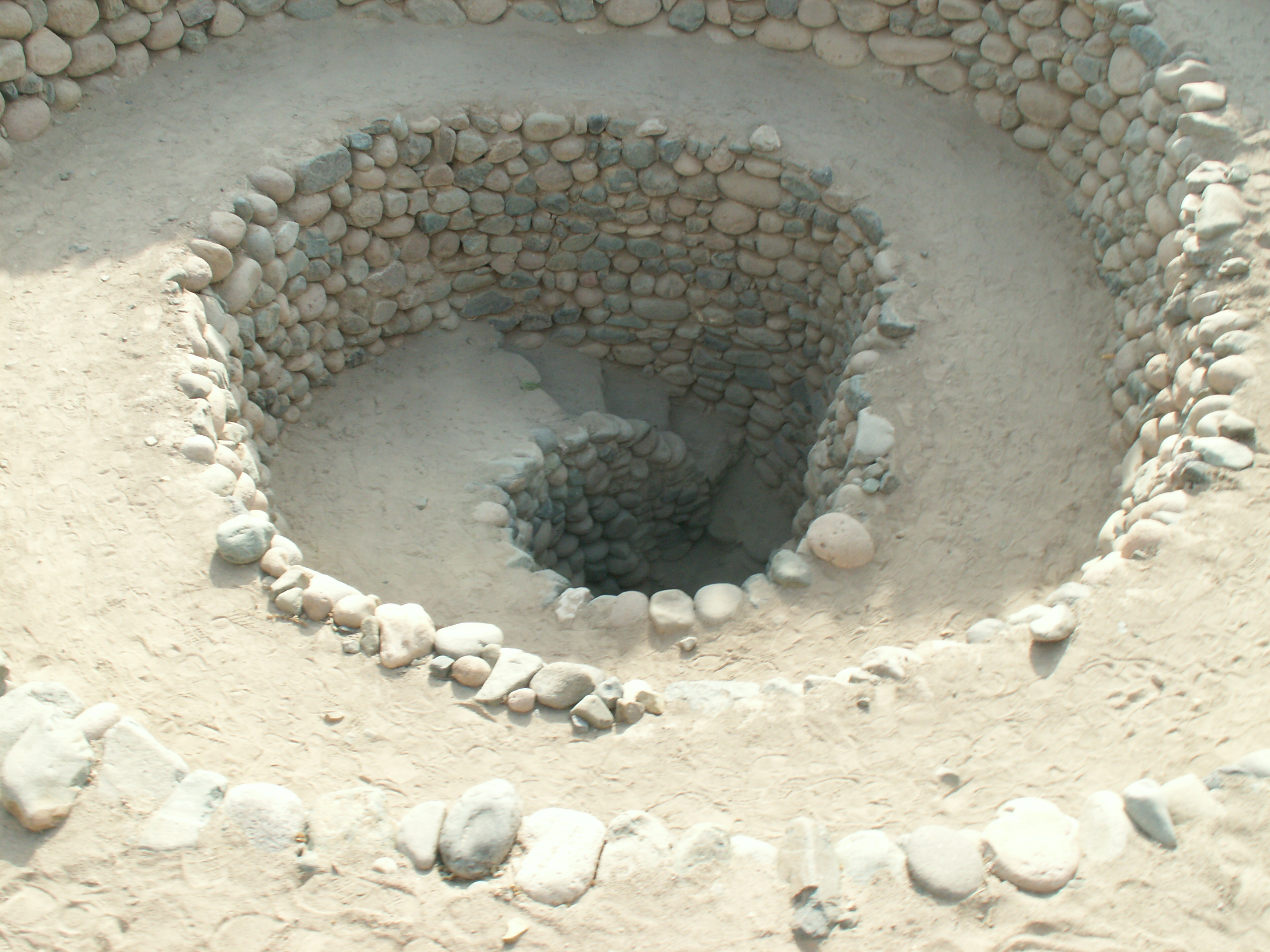
Колодец (Пукиос), используемый до настоящего времени.

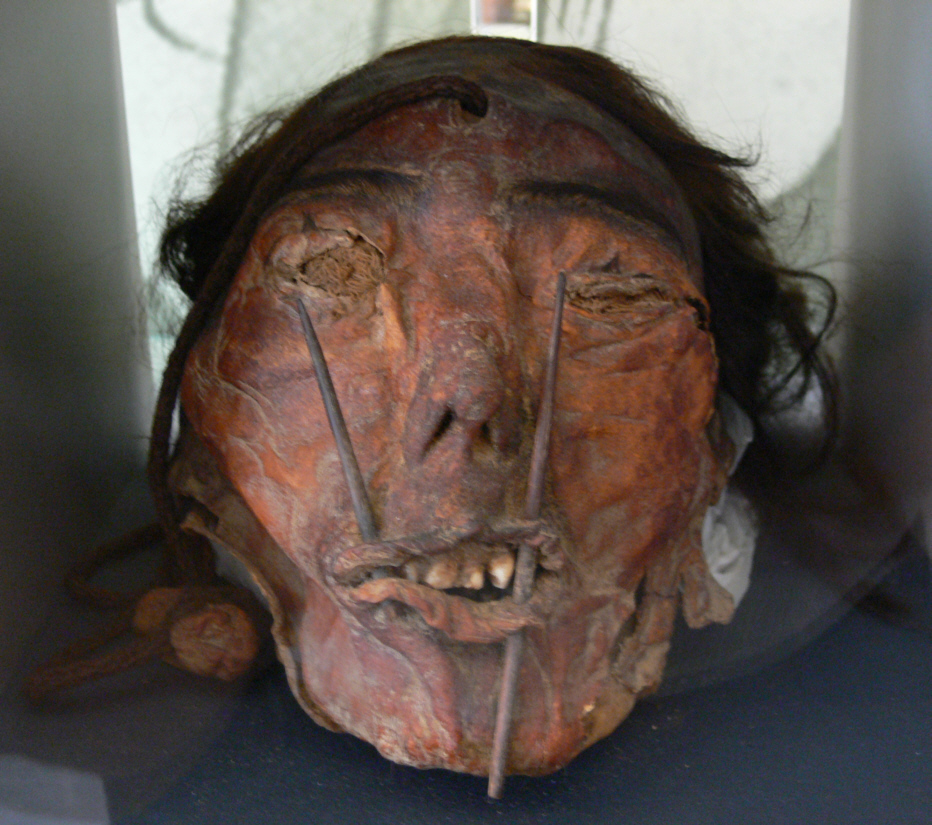
Мумия культуры Наска.

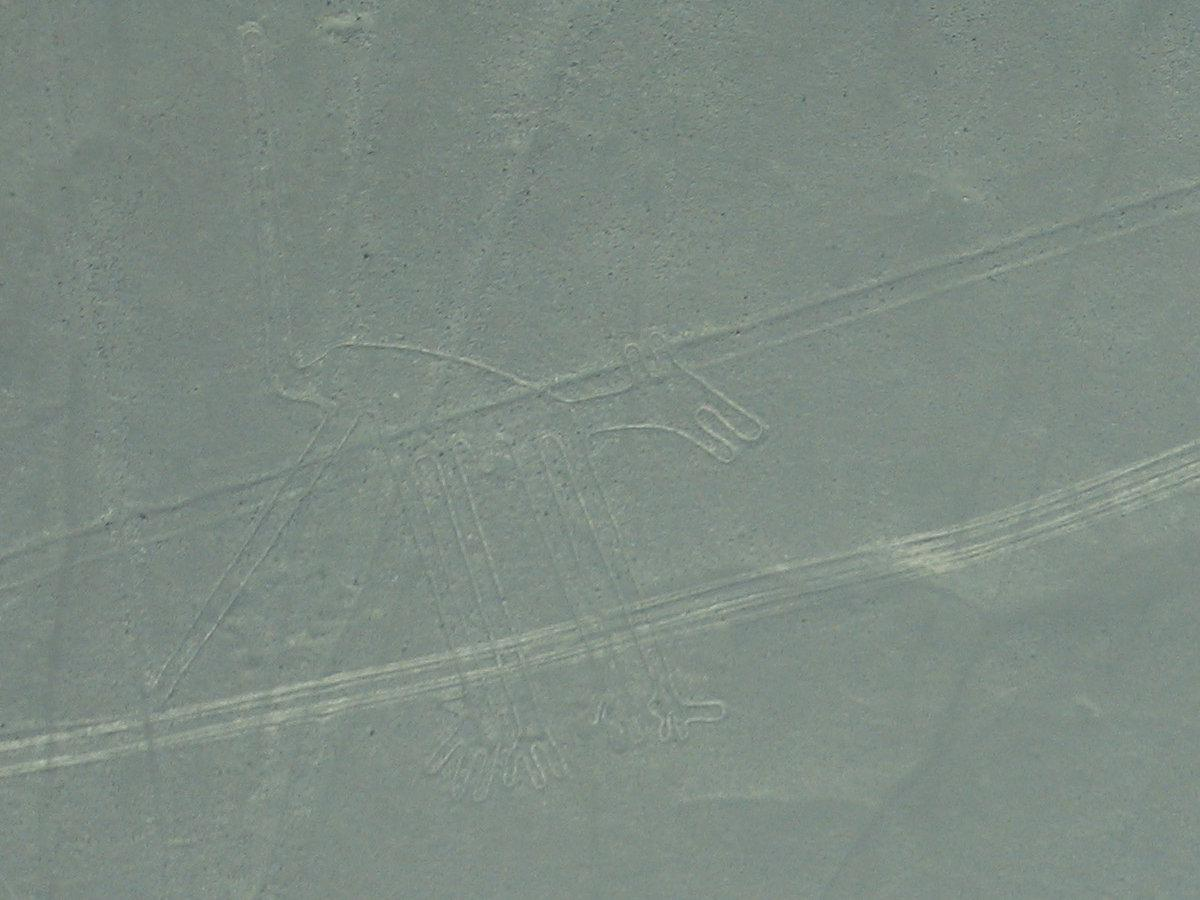
Геоглиф культуры Наска. Собака.

Наска — доколумбова цивилизация, которая существовала в нескольких долинах на южном побережье Перу, на плато Наска, южнее цивилизации Мочика, с II в. до н. э. по VI в. н. э. Главный город — Кауачи с шестью пирамидами из самана. Произошла предположительно от культуры Паракас.
Культуре Наска нередко приписывается создание громадных геоглифов Наски, однако относительно времени их создания среди учёных нет единого мнения.

## Культура
Керамика культуры Наска полихромная, как правило, четырёхцветная: чёрные и оранжевые рисунки на белом или красном фоне. Преобладают изображения людей, зверей, птиц, рыб и растений. Формы удлинённые, стилизованные и угловатые. 
В отличие от цивилизации мочика — лепка практически отсутствует.
Подобные узоры можно видеть и на образцах тканей из шерсти ламы, сохранившихся благодаря полупустынному климату плато. Частично уцелела и созданная ими сеть подземных акведуков.

### Ткани культуры Наска
Выделка текстиля у культуры Наска была наиболее совершенной в древнем Перу. Ткани изготавливались по нескольким техникам, а их стили — развивались. По подсчетам ученых существует около пяти различных стилей их исполнения. До внедрения трехмерной техники шитья, первоначальный стиль текстиля напоминал ткани некрополей Паракаса.

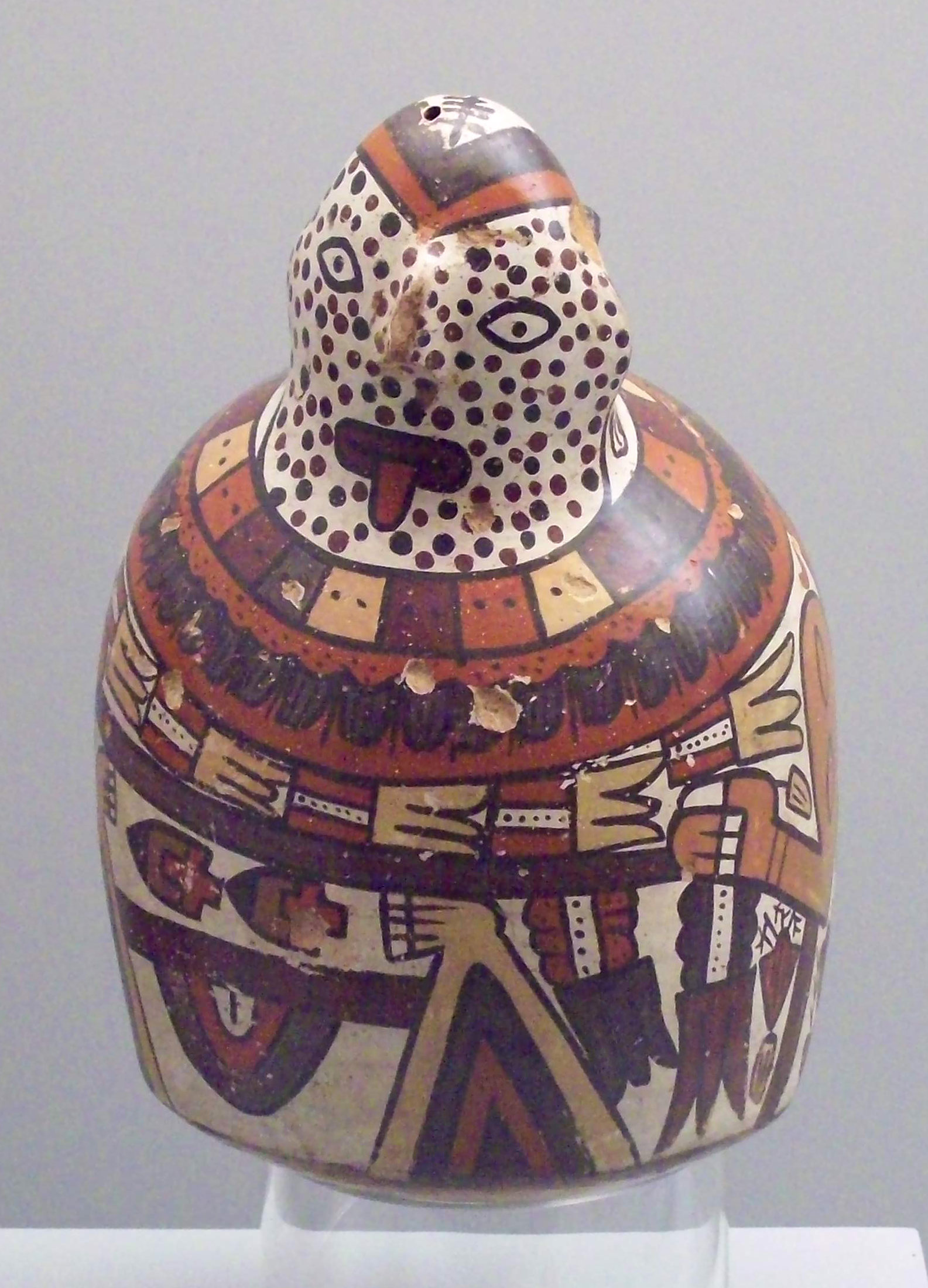
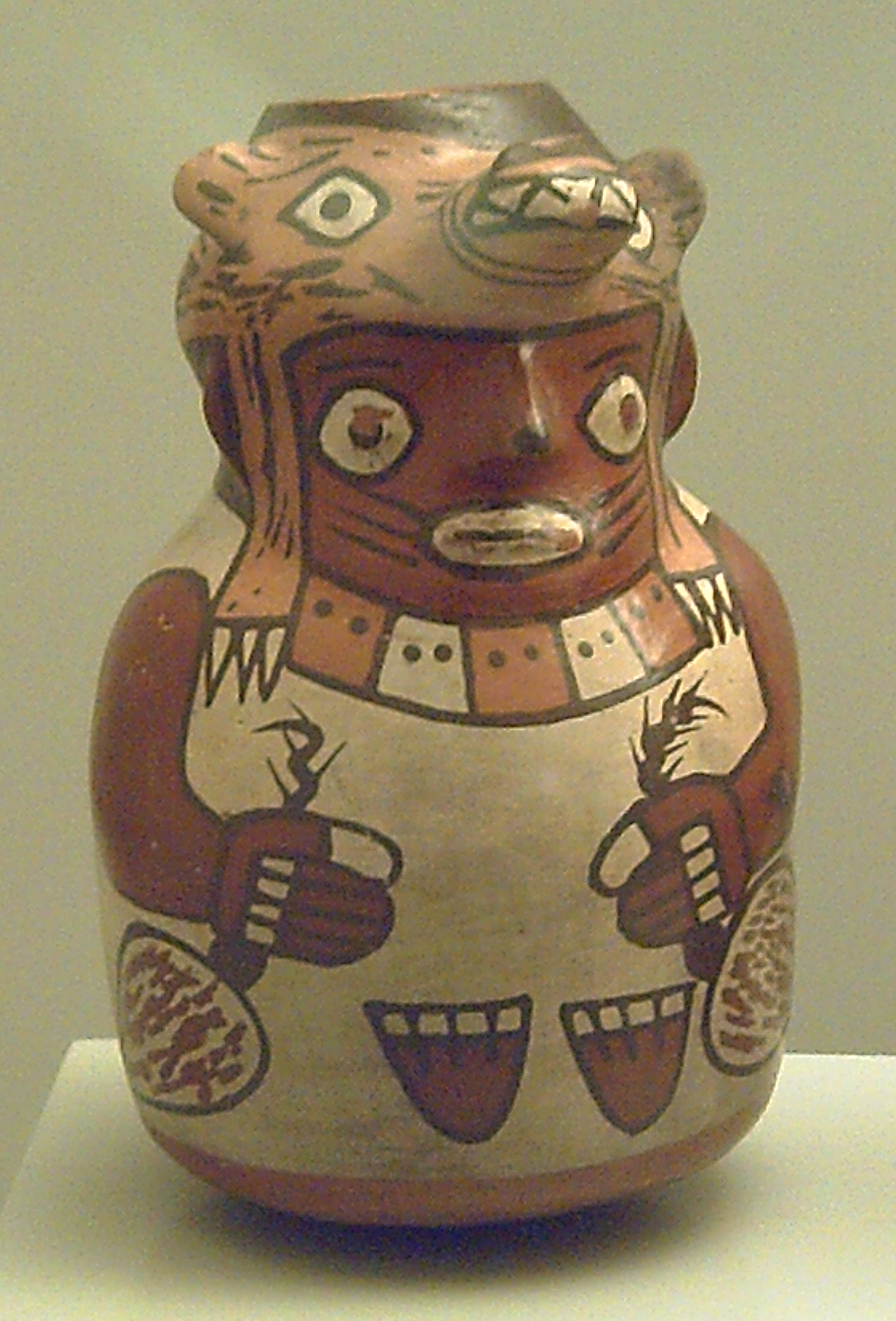
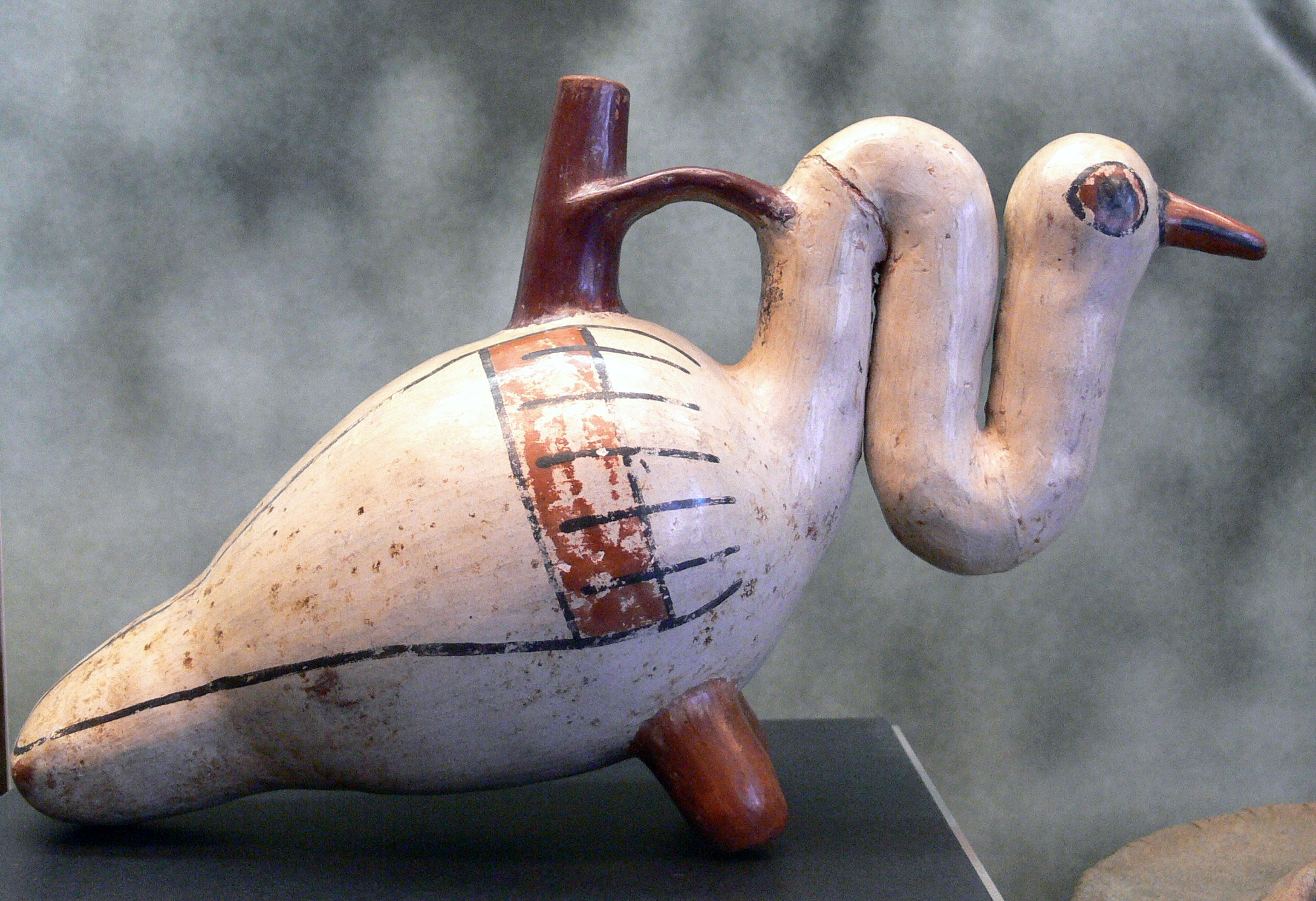
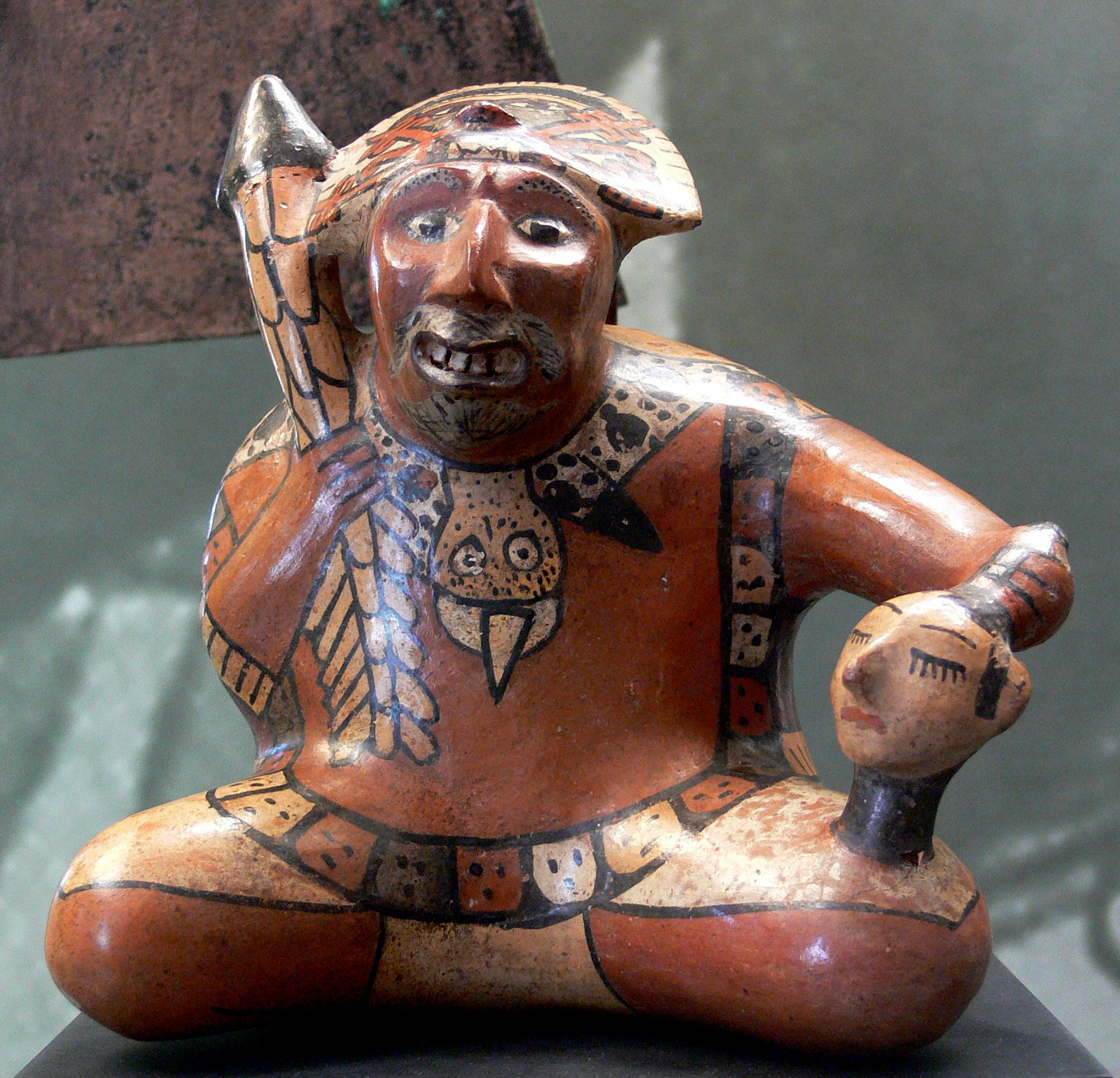
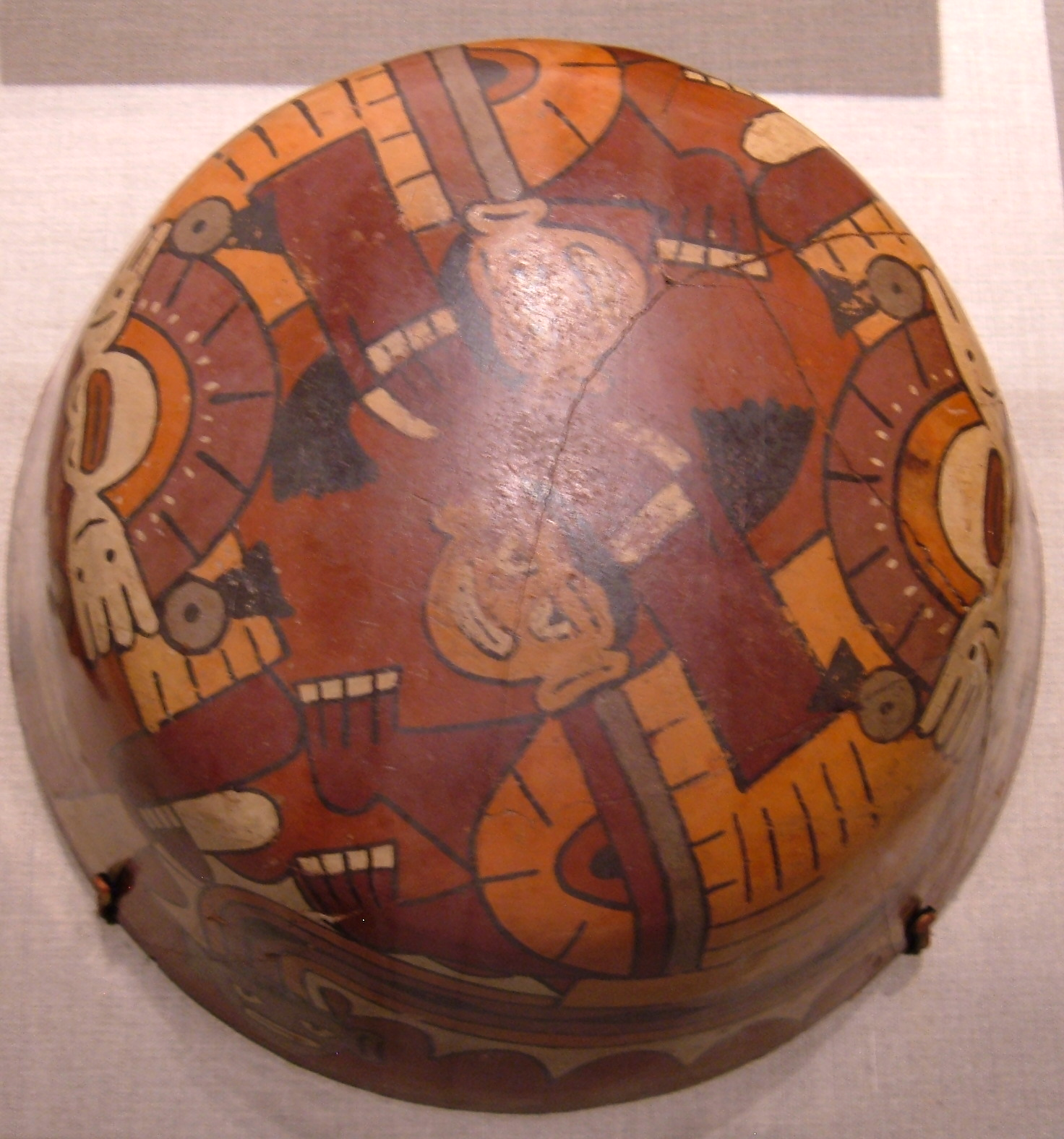
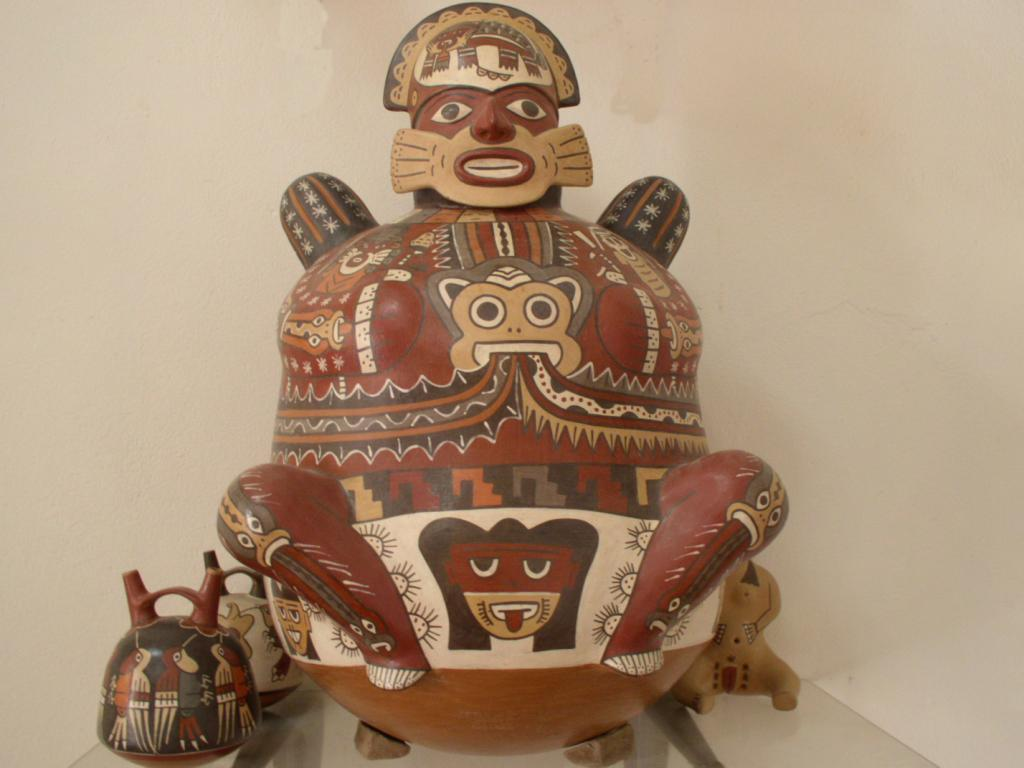
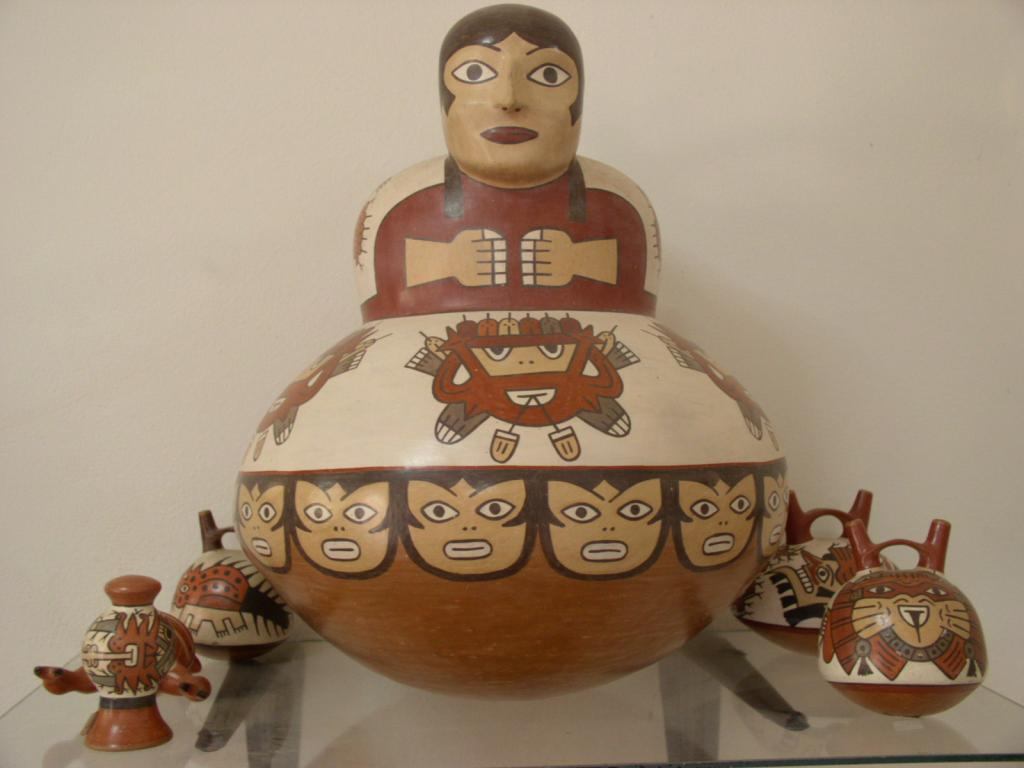
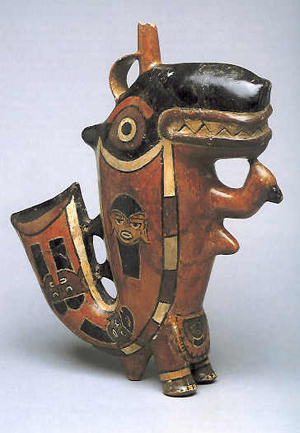
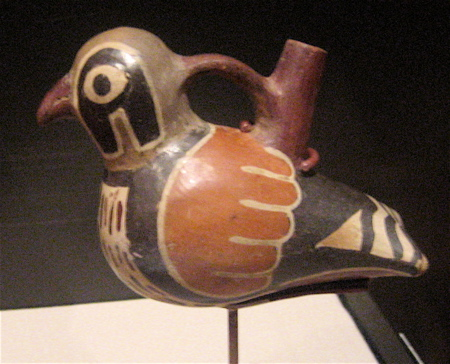
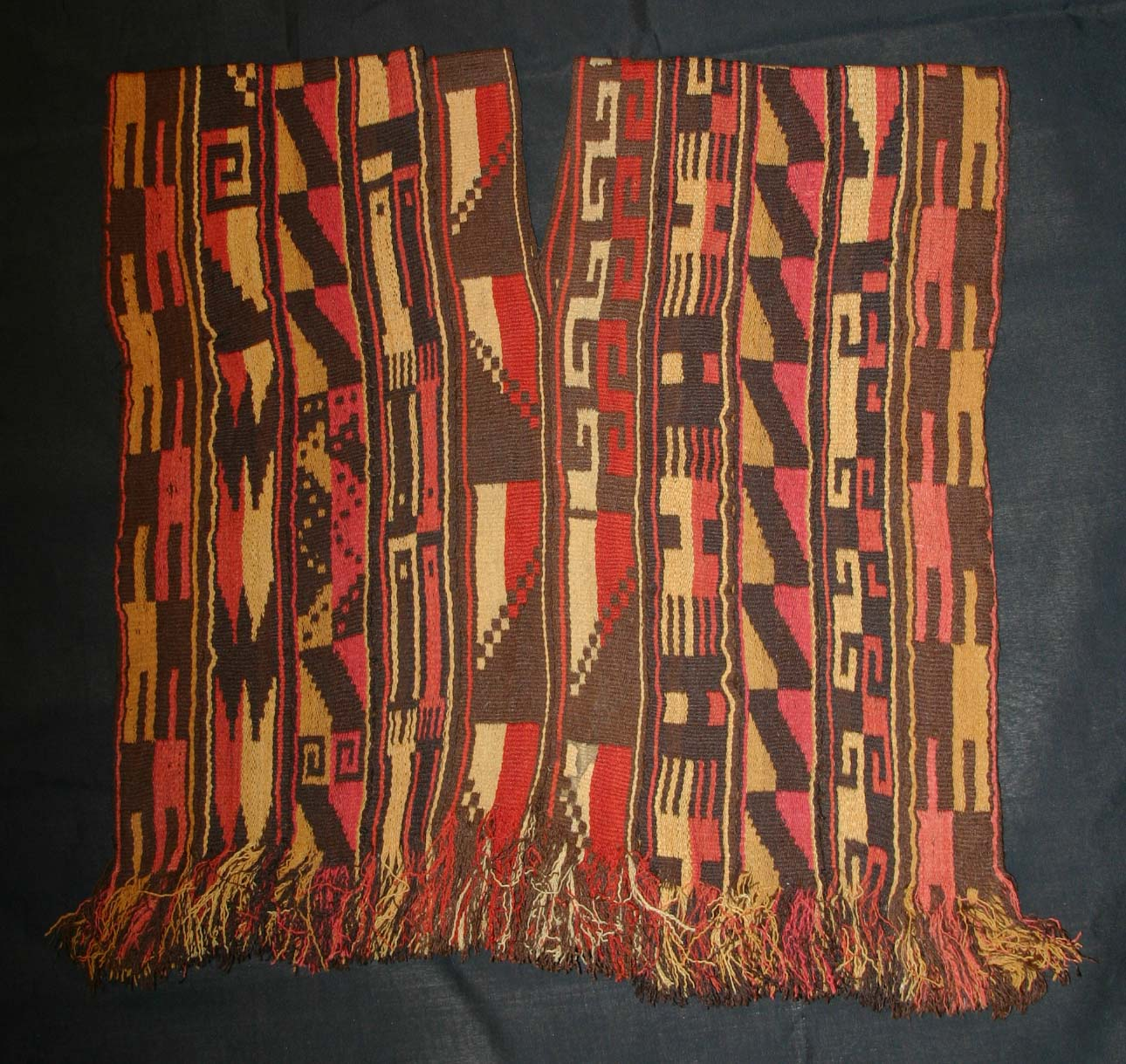
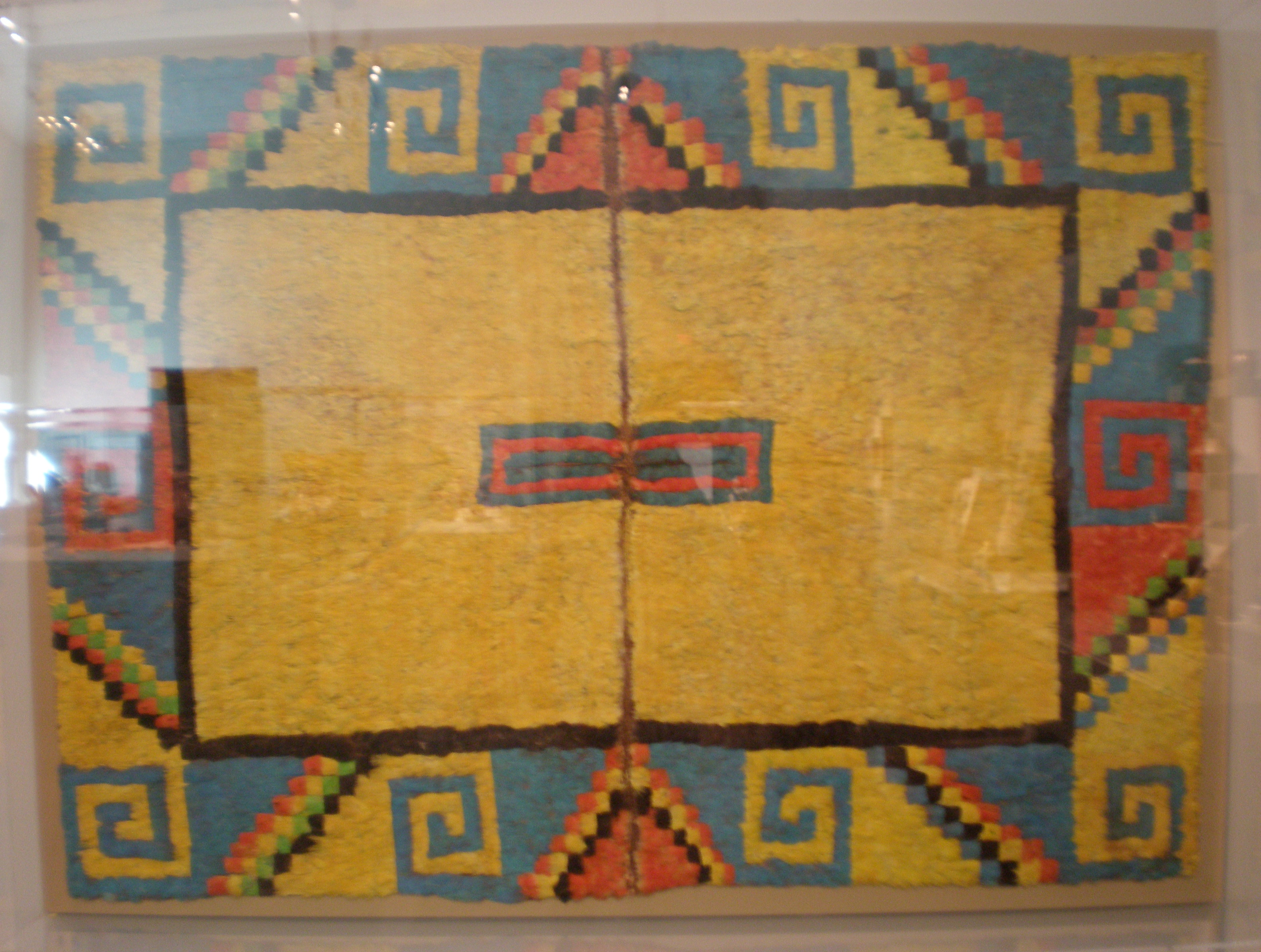

## Мумии культуры Наска

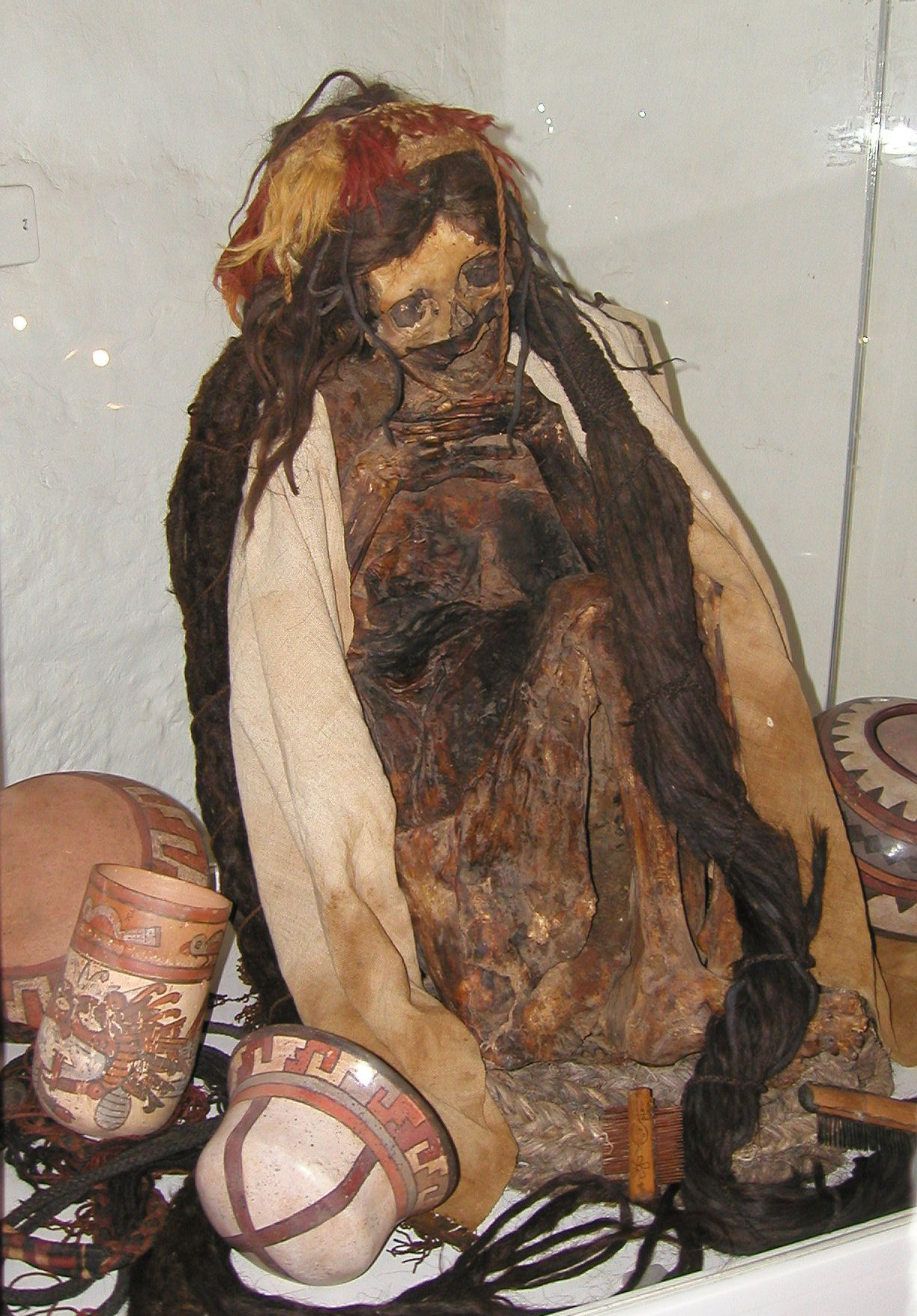
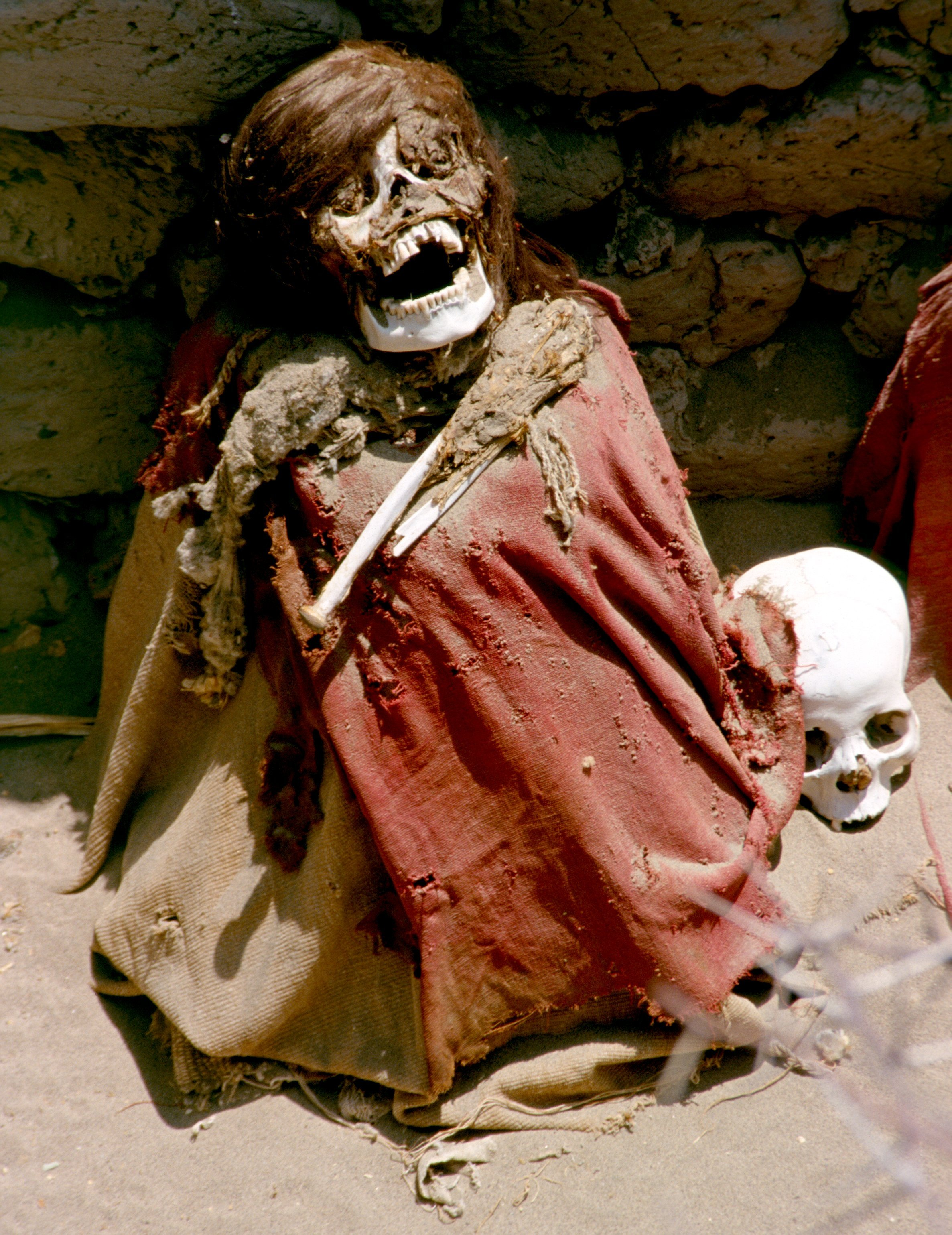
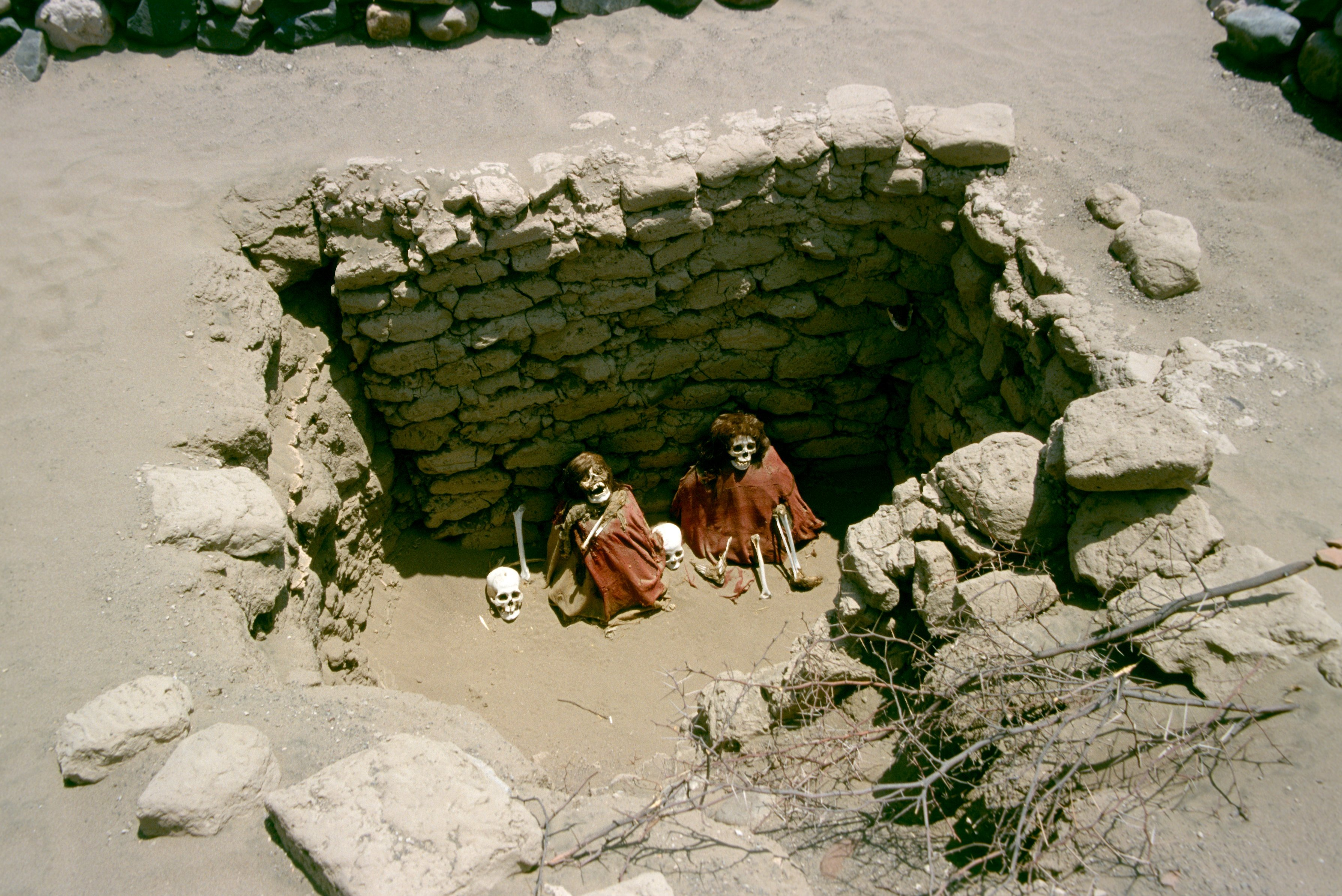
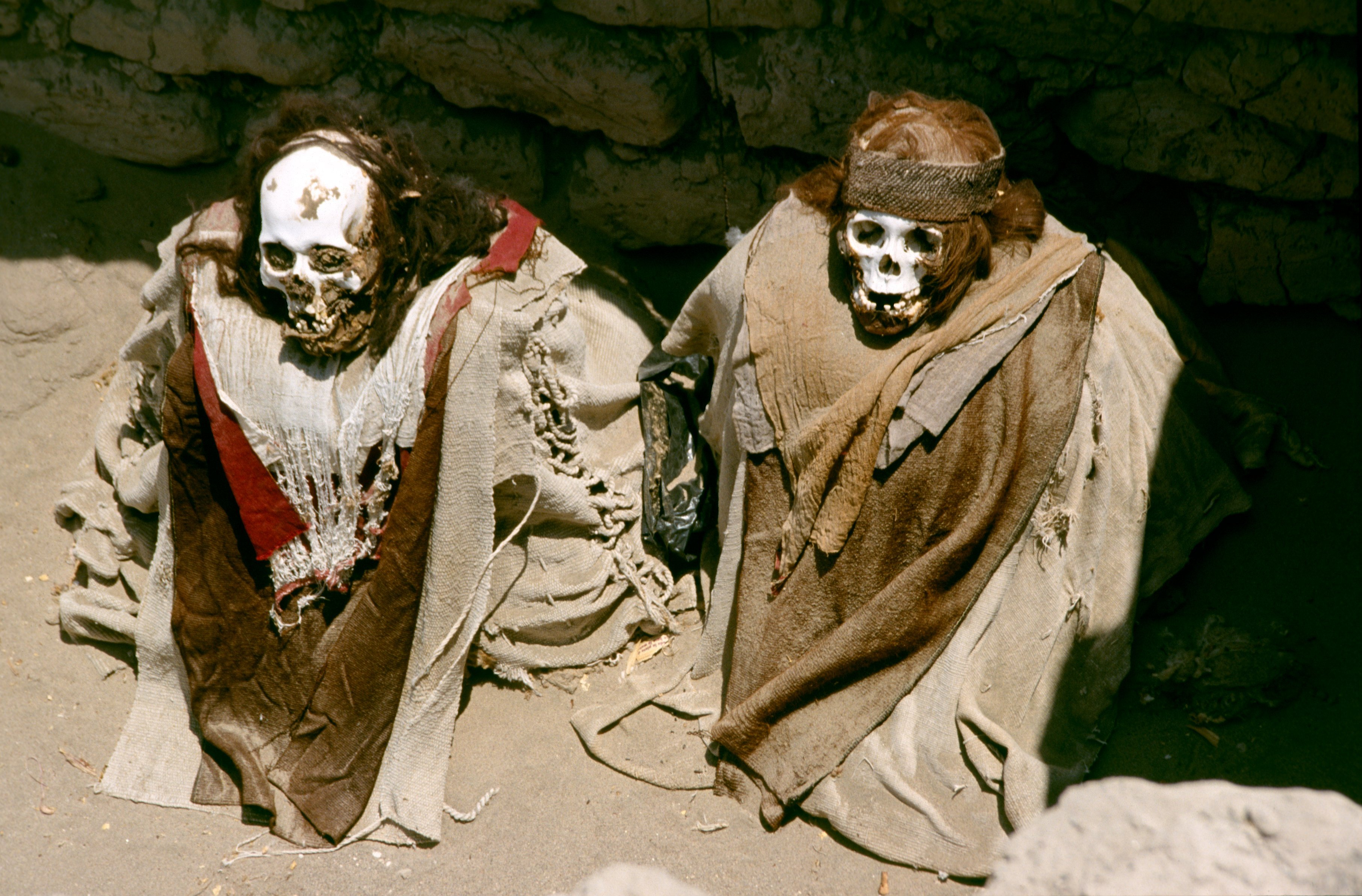
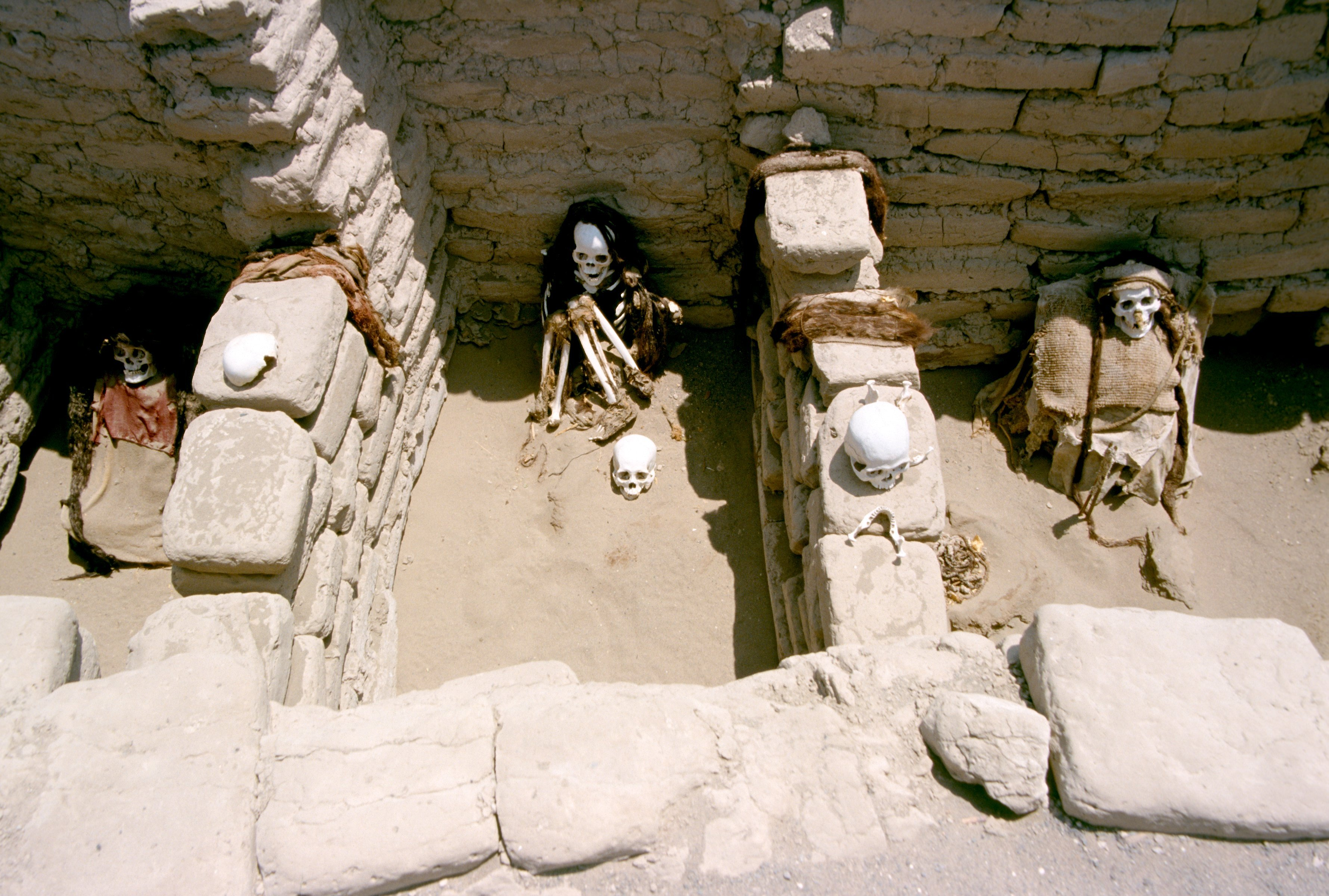
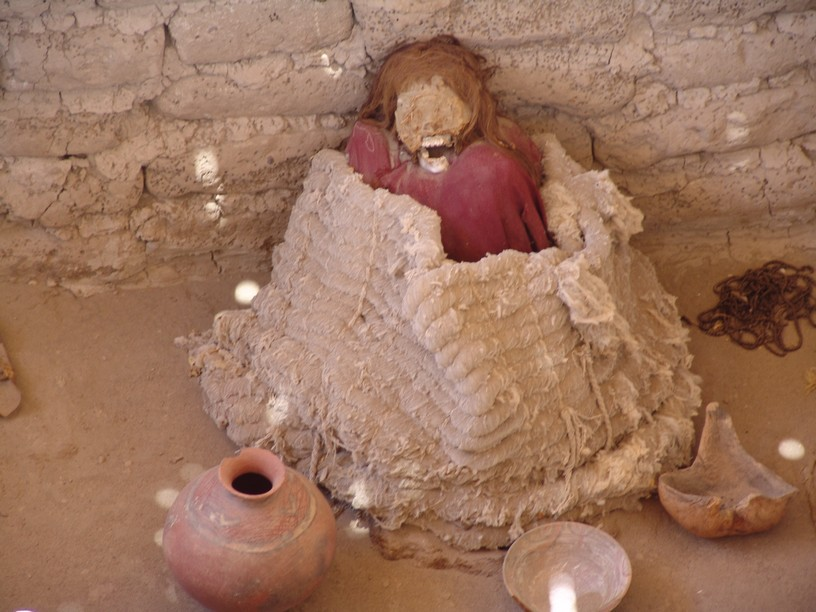
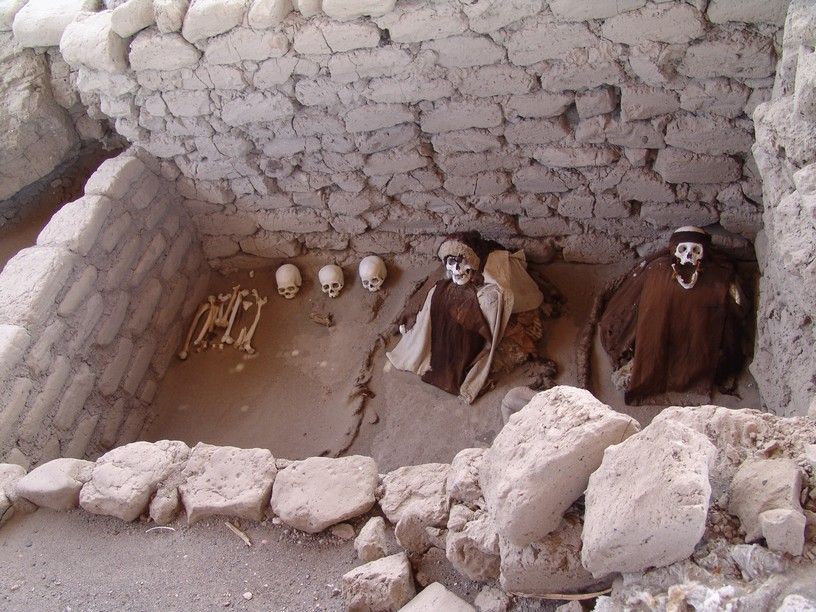
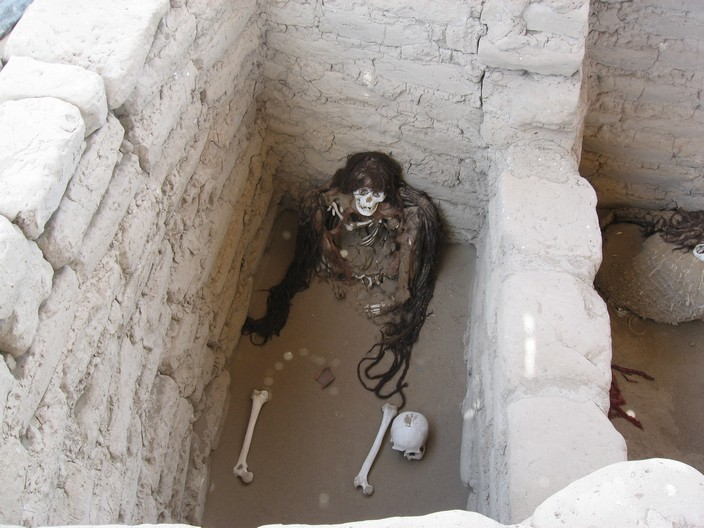